# Vlag van Roraima

Vlag van Roraima

De vlag van Roraima bestaat uit een witte diagonale baan die een lichtblauwe van een groene driehoek scheidt. In het midden van de vlag staat een gele ster; deze rust op een smalle rode band die over de gehele breedte van de vlag geplaatst is. De vlag is in gebruik sinds 14 juni 1996.
De elementen van de vlag hebben elk een symbolische betekenis. De rode band staat voor de evenaar, die ten zuiden van de (door de ster gesymbiliseerde) staat Roraima loopt. Het groen staat voor het oerwoud, het geel voor de rijkdom aan grondstoffen, het wit voor de vrede en het blauw voor de lucht boven Roraima.

## Voormalige vlag

Oude vlag van de staat, voor 1990.